# دیولا رومبولد
دیولا رومبولد (مجاری: Gyula Rumbold; ۶ دسامبر ۱۸۸۷ – ۵ اکتبر ۱۹۵۹) بازیکن فوتبال اهل مجارستان بود.
از باشگاه‌هایی که در آن بازی کرده‌است می‌توان به باشگاه فوتبال فرنتس‌واروش اشاره کرد.